# アラン・バレラ
アラン・ゴンザロ・バレラ（スペイン語: Alan Gonzalo Varela、2001年7月4日 - ）は、アルゼンチン・大ブエノスアイレス都市圏イシドロ・カサノヴァ出身のサッカー選手。FCポルト所属。ポジションはミッドフィールダー。

## クラブ経歴

### ボカ・ジュニアーズ
アルゼンチンの大ブエノスアイレス都市圏で生まれ育ったバレラは、FCバルセロナがブエノスアイレスに設立したサッカースクールであるバルセロナ・ルハンでサッカーへの道を歩み始めると、中盤の底のポジションでプレーして技術を身につけた。スクールでの活躍が認められ、バレラは11歳のときにアルゼンチンの名門クラブのボカ・ジュニアーズのユースアカデミーに加入した。なお、この際に両クラブ間の協力協定の一環として、ボカはバルセロナが運営するスクールから選手を引き抜くことができる代わりに、バルセロナはボカのユースアカデミーから最も優れた選手と優先的に契約する権利を得ている。その後、2019年にはボカのトップチームの練習に参加するようになり、同年にボカとプロ契約を結ぶと、2020-21シーズンの始まりに向けたメンバーに加わることになった。
2020年12月20日に行われたコパ・ディエゴ・アルマンド・マラドーナプレーオフステージのインデペンディエンテ戦で、バレラはボカでのトップチームデビューを果たし、チームの2-1の勝利に貢献した。大会が進むにつれて出番は減っていったが、ボカは決勝でCAバンフィエルドをPK戦の末に下し、初のタイトルを獲得した。
2021年7月17日、CAウニオン戦で1部リーグデビューを飾った。
2022年5月27日、コパ・リベルタドーレスのグループステージ最終戦でコロンビアのデポルティーボ・カリと試合した際にこの試合唯一のゴールを決め、プロ初ゴールを飾った。また、このゴールはボカにおける歴代通算8,000点目となるゴールでもあった。なお、ボカは次のラウンドでブラジルのコリンチャンスに敗れたはしたが、バレラはその信頼できる活躍によってリーグ戦ではファーストチョイスとして起用されることになり、出場した22試合中21試合に先発出場してボカがリーグ優勝を達成するのに貢献した。
11月6日、リーグ戦の上位2チームとコパ・デ・ラ・リーガ・プロフェシオナルの上位2チームがトーナメント方式で競うトロフェオ・デ・カンペオネス決勝で、ラシン・クラブと対戦。この試合では、1-1の同点で迎えた後半アディショナルタイムに両チームの選手同士で小競り合いが勃発し、両選手とボカのウーゴ・イバーラ監督にレッドカードが提示された。延長戦は両チーム10人で戦うも、延長戦突入後10分でバレラがこの日2枚目となるイエローカードを提示され退場することになった。その後ラシンがカルロス・アルカラスのヘディングゴールで勝ち越しに成功すると、アルカラスはユニフォームを脱ぎ捨て、ボカのサポーターが陣取るスタンドの前で喜びを爆発させた。すると、ボカの選手複数名がアルカラスを取り囲んで乱闘騒ぎに発展。ファクンド・テッロ主審はボカの選手に5枚（そのうち2枚はベンチ選手）、アルカラスを含むラシンの選手にレッドカード2枚を提示した。その結果、ボカはピッチ上の選手が7人未満となったことでルール規定によりタイムアップを待たずして試合終了。監督を含む合計11枚のレッドカードと12枚のイエローカードが飛び交う前代未聞の事態とともに、バレラはタイトルを逃すことになった。ここでのタイトルこそ逃したものの、バレラはシーズンの活躍が認められ、翌シーズンより背番号を「33」から「5」に変更した。

### ポルト
2023年8月16日、FCポルトに移籍し、5年契約を締結した。
2024年1月20日、モレイレンセ戦（5-0）でポルト移籍後最初のゴールを決めた。
ポルトでの1年目は公式戦44試合に出場し、タッサ・ダ・リーガ優勝、チャンピオンズリーグでは8試合全てにスタメン出場してベスト16で終えた。チャンピオンズリーグではプレミアリーグのリヴァプールがバレラの視察に訪れ、シーズン終了後に獲得に乗り出す報じられたが移籍は実現しなかった。

## 代表経歴
2019年、バレラは20歳以下のナショナルチームが参加するラルクディア国際トーナメントに向けたU-20アルゼンチン代表のメンバーに招集され、スペイン戦とロシア戦に出場した。

## 個人成績
2024年10月7日現在
| クラブ             | シーズン       | リーグ             | リーグ | リーグ | カップ戦 | カップ戦 | リーグ杯 | リーグ杯 | 国際大会 | 国際大会 | その他 | その他 | 通算 | 通算 |
| クラブ             | シーズン       | ディビジョン       | 出場   | 得点   | 出場     | 得点     | 出場     | 得点     | 出場     | 得点     | 出場   | 得点   | 出場 | 得点 |
| ------------------ | -------------- | ------------------ | ------ | ------ | -------- | -------- | -------- | -------- | -------- | -------- | ------ | ------ | ---- | ---- |
| ボカ・ジュニアーズ | 2020-21        | スーペルリーガ     | 4      | 0      | 3        | 0        | —        | —        | —        | —        | —      | —      | 7    | 0    |
| ボカ・ジュニアーズ | 2021           | スーペルリーガ     | 20     | 0      | 0        | 0        | —        | —        | 7        | 0        | —      | —      | 27   | 0    |
| ボカ・ジュニアーズ | 2022           | スーペルリーガ     | 30     | 0      | 4        | 0        | —        | —        | 7        | 1        | 2      | 0      | 43   | 1    |
| ボカ・ジュニアーズ | 2023           | スーペルリーガ     | 24     | 0      | 1        | 0        | —        | —        | 8        | 1        | 1      | 0      | 34   | 1    |
| ボカ・ジュニアーズ | 通算           | 通算               | 78     | 0      | 8        | 0        | —        | —        | 22       | 2        | 3      | 0      | 111  | 2    |
| ポルト             | 2023–24        | プリメイラ・リーガ | 30     | 2      | 6        | 0        | 0        | 0        | 8        | 0        | —      | —      | 44   | 2    |
| ポルト             | 2024–25        | プリメイラ・リーガ | 8      | 0      | 0        | 0        |          |          | 1        | 0        | 1      | 0      | 2    | 0    |
| ポルト             | 通算           | 通算               | 38     | 2      | 6        | 0        | 0        | 0        | 9        | 0        | 1      | 0      | 46   | 2    |
| キャリア総通算     | キャリア総通算 | キャリア総通算     | 116    | 2      | 14       | 0        | 0        | 0        | 31       | 2        | 4      | 0      | 165  | 4    |

1. 1 2 3  コパ・リベルタドーレス
2. ↑  トロフェオ・デ・カンペオネス（英語版）、スーペルコパ・アルヘンティーナ1試合ずつ出場
3. ↑  スーペルコパ・インテルナシオナル（英語版）
4. ↑  UEFAチャンピオンズリーグ
5. ↑  UEFAヨーロッパリーグ
6. ↑  スーペルタッサ・カンディド・デ・オリベイラ

## タイトル
ボカ・ジュニアーズ
- スーペルリーガ : 1回（2022）
- コパ・アルヘンティーナ : 1回（2019-20）
- コパ・デ・ラ・リーガ・プロフェシオナル（英語版） : 2回（2020[注釈 1], 2022）
- スーペルコパ・アルヘンティーナ : 1回（2022）

ポルト
- タッサ・ダ・リーガ : 1回（2023-24）
- スーペルタッサ・カンディド・デ・オリベイラ : 1回（2024）